# Ratko Svilar
Pour les articles homonymes, voir Ratko.
Ratko Svilar est un footballeur yougoslave et serbe né le 6 mai 1950 à Crvenka (Serbie).

## Biographie
Ratko Svilar rejoint le Royal Antwerp FC en novembre 1980, en provenance du FK Vojvodina. Il a été gardien de but au Great Old durant seize ans, soit comme titulaire du poste soit comme remplaçant. Il a participé à 249 matches de championnats belges avec l'Antwerp puis il a raccroché les crampons alors âgé de 46 ans.
Svilar a aussi joué avec l'équipe de Yougoslavie neuf matchs entre 1976 et 1983. Il a participé à la Coupe du monde 1982 en Espagne.
Après sa carrière de footballeur, il est passé du côté du staff technique anversois, occupant divers postes d'encadrement. Il est entraîneur principal du club depuis 2009, ayant succédé à son compatriote Dimitri Davidović.
Son fils, Mile, né en 1999, est international belge dans toutes les catégories de U15 à U19.

## Palmarès
- Vainqueur de la Coupe de Belgique en 1992 avec le Royal Antwerp FC